# Parosphromenus harveyi
Parosphromenus harveyi är en fiskart som beskrevs av Brown, 1987. Parosphromenus harveyi ingår i släktet Parosphromenus och familjen Osphronemidae. IUCN kategoriserar arten globalt som starkt hotad. Inga underarter finns listade i Catalogue of Life.